# Groep Harmsen

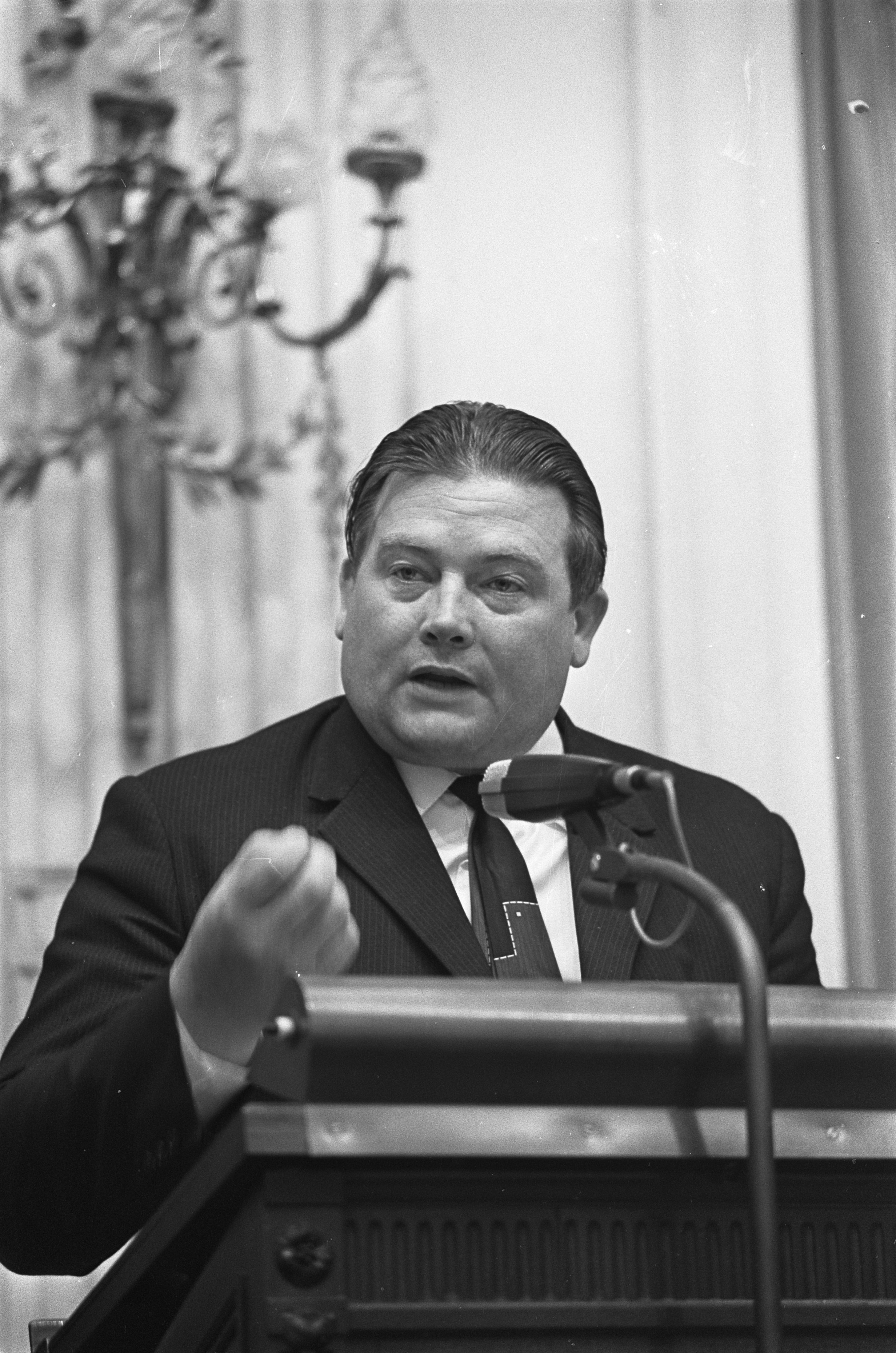
Harmsen legt in de Tweede Kamer een verklaring af bij de afsplitsing (1968)

De Groep Harmsen was een fractie in de Nederlandse Tweede Kamer, die op 27 juni 1968 ontstond toen de Kamerleden Evert Jan Harmsen, Johan van de Brake, Wouter van Harselaar en Hubert Kronenburg zich afsplitsten van de Boerenpartij.  

## Reden van afsplitsing
De Groep Harmsen ontstond uit onvrede over het functioneren van fractievoorzitter van de Boerenpartij Hendrik Koekoek. Het conflict ging onder meer over de opeenhoping van functies bij Koekoek en het gebrek aan organisatie en overleg.

## Verdere historie
Kronenburg splitste zich op 12 november 1968 af van de Groep Harmsen, en vervolgde zijn Kamerlidmaatschap als onafhankelijk 'christen-liberaal' onder de naam Groep Kronenburg. Hij was bij de Tweede-Kamerverkiezingen van 1971 lijsttrekker van de Democraten 2000. De overige drie leden vormden onder aanvoerderschap van Harmsen de nieuwe partij Binding Rechts. Geen van beide partijen wist bij de verkiezingen van 1971 zetels te behalen.